# ドッケン
ドッケン（Dokken）は、アメリカ合衆国出身のヘヴィメタル・バンド。1980年代のLAメタル（グラムメタル、ヘアメタル）・ムーヴメントから登場した代表的グループ。ドン・ドッケンが主宰し、ジョージ・リンチらのギターヒーローを輩出した。一度解散したが、1993年から再始動を果たしている。

## 略歴

### バンド創成期 - 1980年時代 - 解散
1979年、ドン・ドッケンを中心に結成。ドンの姓名を採用したバンド名「ドッケン」で活動開始する。メンバーにはフアン・クルーシエ（後の「ラット」メンバー）らが出入りしていた。同年にEP『バック・イン・ザ・ストリーツ』が発表されるが、これは音源をメンバーの許諾なく「ドッケン」名義で無断にリリースしたものだった。バンドは短期間で活動停止してしまうが、その後もドンは再建を模索する。
1981年、ロックバンド「XCITER」のドラマー、ミック・ブラウンを勧誘。同僚のギタリストであったジョージ・リンチと一緒ならという条件を呑み（当初はジョージの加入をドンは反対しており、自身がギタリストを兼任したトリオ編成を構想していた）、旧メンバーのフアン・クルーシエを加えたラインナップで再始動。そしてファースト・アルバム『Breakin' The Chains』をフランスのレーベルからリリースした。
1983年、フアンが「ラット」に専念するため離脱して、後任にジェフ・ピルソンが加入。大手レーベル「エレクトラ・レコード」と契約。ファースト・アルバム『Breakin' The Chains』を『Breaking The Chains』のタイトルに変更し、メジャー・デビュー・アルバム『ブレーキング・ザ・チェインズ』として再発する。
1984年、出世作となったセカンド・アルバム『トゥース・アンド・ネイル』、翌1985年にはサード・アルバム『アンダー・ロック・アンド・キー』を発表した。
1987年に発表した4thアルバム『バック・フォー・ジ・アタック』が、発売2週間でダブル・プラチナムを獲得（全米チャート13位）。
1988年、来日公演の模様を収録したライブ・アルバム『ビースト・フロム・ジ・イースト』をリリース。しかし、ドンとそれ以外のメンバー間の確執が深刻化してゆき、「モンスターズ・オブ・ロック」のツアーを終了と同時にドンが脱退する形でバンドは解散する。

### ソロ活動 - 3バンドの誕生
ドン・ドッケン（DON DOKKEN）
ドンはピーター・バルテス（元アクセプト）、ミッキー・ディー（元モーターヘッド、現スコーピオンズ）、ジョン・ノーラム（現ヨーロッパ）、ビリー・ホワイト（元ウォッチタワー。現在は引退して僧侶になった）らと共にアルバムを1枚発表（『アップ・フロム・ジ・アッシェズ』）。その後、メンバーが次々と去って行き解散。当初、ドンはバンド名を「ドッケン」にするつもりだったが、ジョージ、ジェフ、ミック側から訴訟を受け、判決の結果「ドッケン」というバンド名の使用を停止されたため「ドン・ドッケン」とした。
ウォー・アンド・ピース（WAR AND PEACE）
ドン抜きの3人でジョージのバンド（後のリンチ・モブ）に参加予定もジェフ・ピルソンは辞退。自らのバンドであるウォー・アンド・ピースを結成しアルバムを1枚制作（『タイム・カプセル』）したが、すぐに解散。その後、ディオに加入する。当時は、後にイナフ・ズナフに参加する故リッキー・ペアレントや、後にロブ・ハルフォードが立ち上げたファイトに参加し現在スティール・パンサーで活動中のラス・パリッシュがバンド・メンバーだった。
リンチ・モブ（LYNCH MOB）
ジョージとミックはリンチ・モブを結成しアルバム2枚を制作した（『ウィキッド・センセーション』『リンチ・モブ』）。当時のメンバーは、オニー・ローガン〜ロバート・メイスン（ボーカル）、アンソニー・エスポジート（ベース）。一時期は、活動停止していたが、現在もメンバーを変えながら活動中。

### 再結成 - メンバーチェンジ以降
1994年に全盛期のメンバーで再結成されるが、2枚のアルバム（『ディスファンクショナル』『シャドウライフ』。特に『シャドウライフ』は、モダン・ヘヴィネスに激しく傾倒した作品で、激しく批判を受けた）をリリース後、1997年にジョージが再び脱退（実際は解雇。ドンとの確執の再燃及びモダン・ヘヴィネス的な方向性をさらに推し進めようとしたことから。ドン曰くジョージはラップ・メタル的な方向性すら提案していたという）。ツアーはジョン・ノーラムがヘルプする形で行っていた。
ジョージの後任にレブ・ビーチ（現ウィンガー、現ホワイトスネイク）を迎え、ウィンガーで既にモダンな方向性に嫌悪感を示していたレブの鬱憤を晴らしたい思いと、ドン等の原点回帰の方向性が一致し、1999年に解散前のサウンドに回帰した『イレイズ・ザ・スレート』を発表し、好評を得るが、他のプロジェクトでの活動を希望したレブが脱退し、ジョン・ノーラムに交代すると今度はベースのジェフが脱退（ウォー・アンド・ピース再結成を経て、現在はフォリナーで活動中）、後任にバリー・スパークスを迎え『ロング・ウェイ・ホーム』を2002年にリリース。
2002年のツアー中にジョン・ノーラムが手を負傷し、代役でアレックス・デ・ロッソが参加する（ジョンはそのままバンドを去る）。ツアー後、レコーディングに入ろうとするがアレックスのビザの問題でアメリカからイタリアに帰国せねばならず、元WARLOCKのメンバーで1997年にドッケンのライブに参加したことがあるジョン・レヴィンを後任ギタリストとして迎えてレコーディングを行い、2004年にアルバム『Hell to Pay』をリリース。2008年には『ライトニング・ストライクス・アゲイン』をリリース。
2007年、2008年と「ROCKLAHOMA」にも参加している（2008年にはリンチ・モブも参加）。
2009年10月17日、幕張メッセで開催された「LOUD PARK」の初日に出演した際、ジョージが往年の代表曲「Tooth and Nail」にて飛び入り参加した（ステージ上でドンとジョージがハグをする場面もあった）。ジョージはリンチ・モブにて同日出演しており、約12年ぶりの共演となった。同11月29日に「House of Blues」で、ドッケンが、リンチ・モブをスペシャル・ゲストとして一緒にライブが行われた（ステージのラスト2曲「When Heaven Comes Down」「In My Dreams」）で、ジョージとジェフが参加し、黄金期メンバーでの共演が実現となった）。同年、往年の曲の再レコーディングと新曲2曲、カヴァー2曲（日本盤ボーナストラック）編成の『グレイテスト・ヒッツ』をリリース（日本盤ボーナストラックはショーン・マクナブがプレイしている）。
2010年6月26日、「That Metal Show」にドンとジョージの2人が出演した。同12月、2009年頃からリユニオンについて話し合っていたが、結局物別れとなり、ドン、ジョージ、ジェフ、ミックの4人で活動する計画は消滅した。
2011年3月、ジョージがドン抜きのドッケンで活動する予定だと発言。プロジェクト名は「Tooth and Nail」（その後、同名のレコード会社ができたため「T&N」に改名）で、ジェフやミックがボーカルを担当している。翌年、アルバム『スレイヴ・トゥ・ジ・エンパイアー』を発表。ゲストにセバスチャン・バックやティム・オーウェンズなどが参加した。
2012年リリースのアルバム『ブロークン・ボーンズ』では、モトリー・クルーのトミー・リーがドラムをプレイしていると噂がネットで広まったが、実は彼のスタジオを借りてレコーディングしたのが正しい情報。また、ドンは『ブロークン・ボーンズ』がドッケンの最後の作品になるとインタビューで語っていた（その後、この発言を撤回している）。
2014年、ショーン・マクナブに代わり、マーク・ボールズがベーシストとして参加。
2015年、マーク・ボールズが、ラスベガスのイベントに参加のため、バンドを脱退。代わりに2008年にツアーで同行していたクリス・マッカーヴィルがバンドに参加。
2016年10月、ドン、ジョージ、ジェフ、ミックのクラシック・ラインナップ来日公演を「LOUD PARK 16」にて17年ぶりに再現し、2018年に『Return to the East Live』のタイトルでリリース。
2017年11月-12月、ジョンの代役でアイラ・ブラックがツアーに参加した。
2019年の「M3 Rock Festival」のライブにミックが不参加。ハウス・オブ・ローズのB・J・ザンパが代役を務めた。その後のツアーにもミックは不参加し、バンドを脱退。ツアーには、その後もB・J・ザンパが参加。
2020年7月、元メンバーのレブ・ビーチがジョンの代役でライブに参加した。
2021年10月30日、アメリカのイリノイ州ウォキーガンにおいて、ドンとジョージが5年振りに同じステージに立ちライブを行った。その後11月11日にはコロラド州エングルウッドでもライブを行った。
2023年、12年ぶりのスタジオ、アルバムである『ヘヴン・カムズ・ダウン』をリリース。ドンは2025年、健康上の理由で活動が困難との理由で、ミュージシャンとして引退を示唆した。

## メンバー

### 現ラインナップ
- ドン・ドッケン (Don Dokken) - ボーカル (1979年–1989年、1993年– ) ※1953年、ロサンゼルス生れ（ノルウェー系アメリカ人）
- ジョン・レヴィン (Jon Levin) - ギター (2003年– )
- クリス・マッカーヴィル (Chris McCarvill) - ベース (2015年– )
- B・J・ザンパ (BJ Zampa) - ドラムス (サポート2008年–2010年、2019年– )

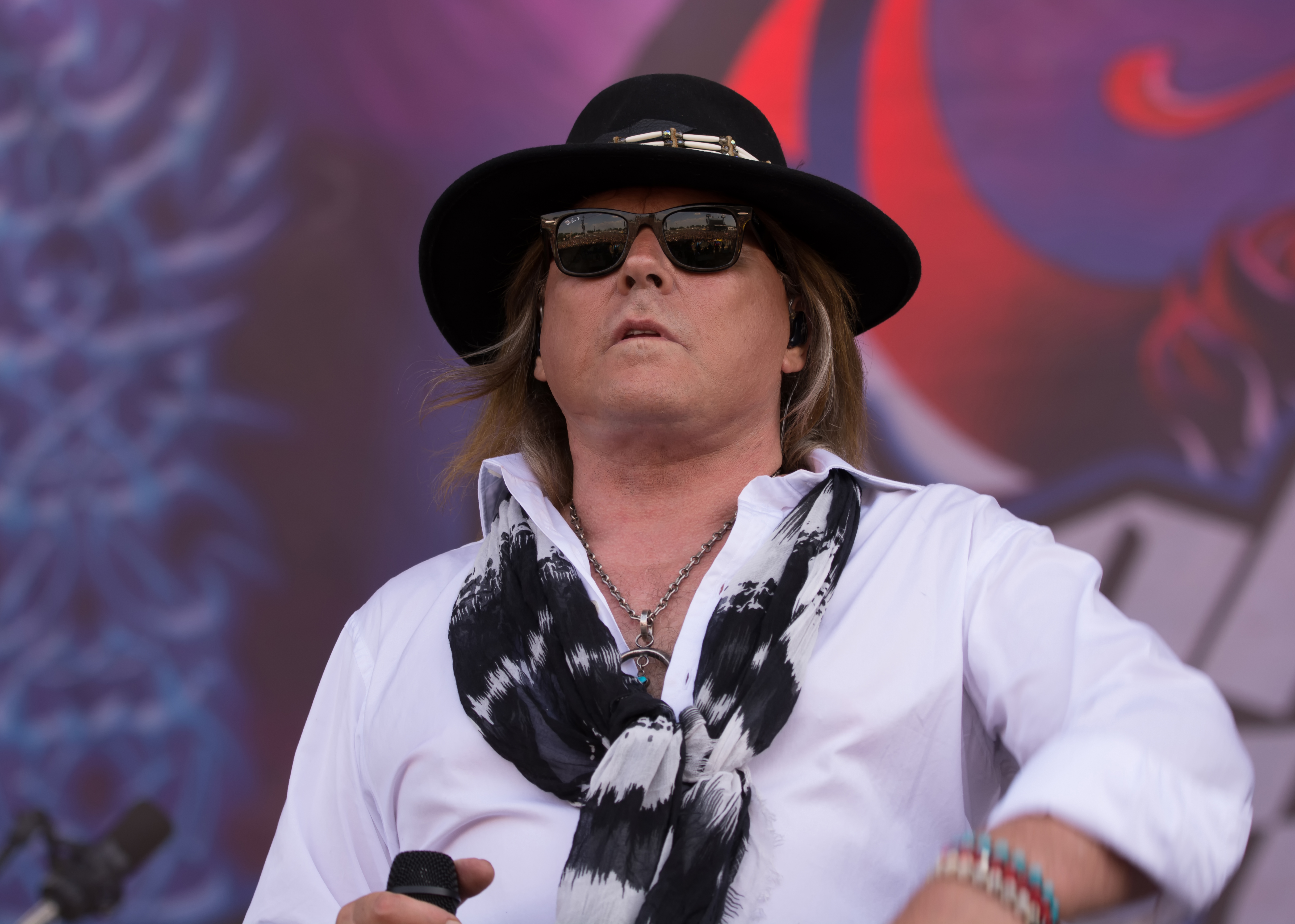
ドン・ドッケン(Vo) 2018年
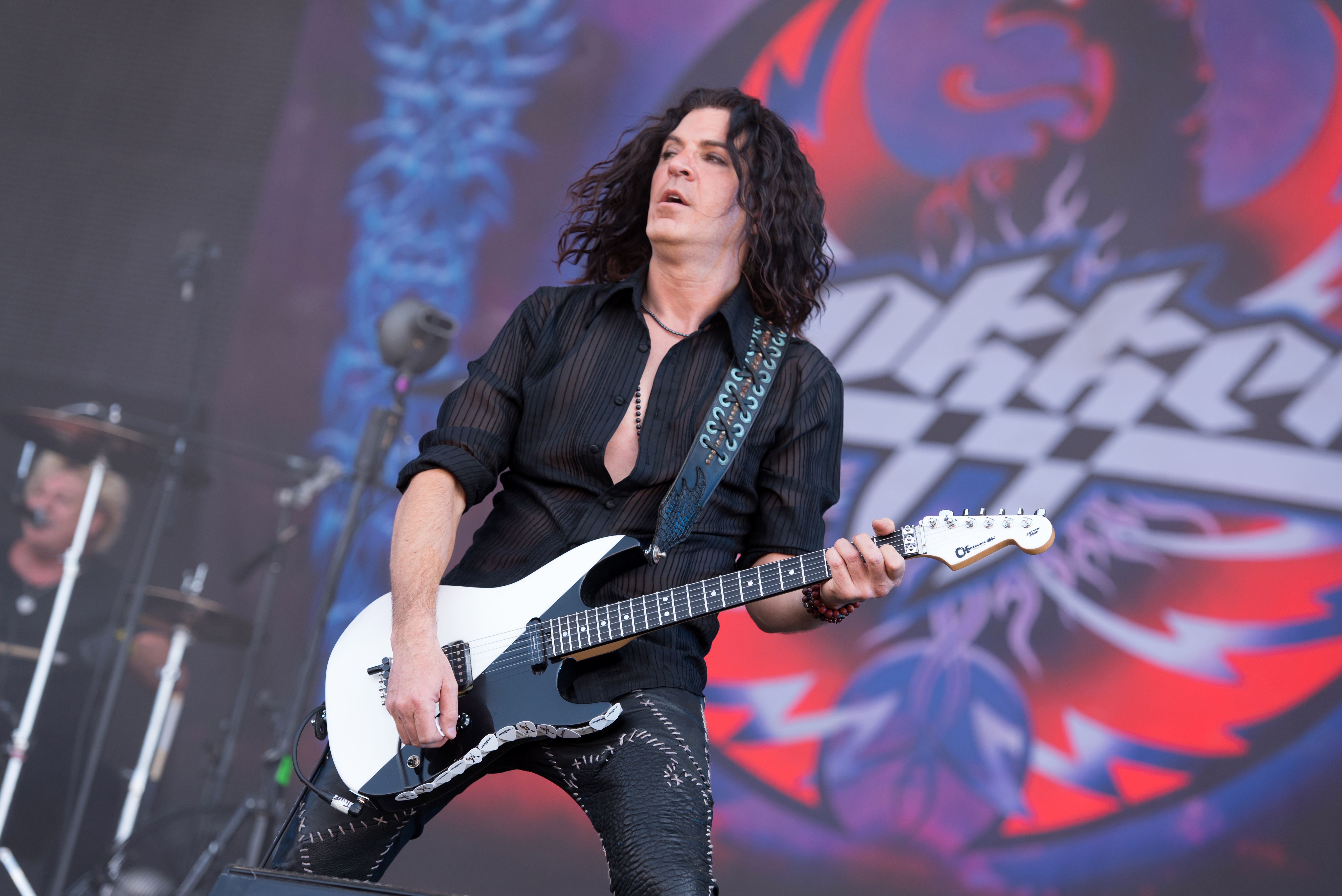
ジョン・レヴィン(G) 2018年
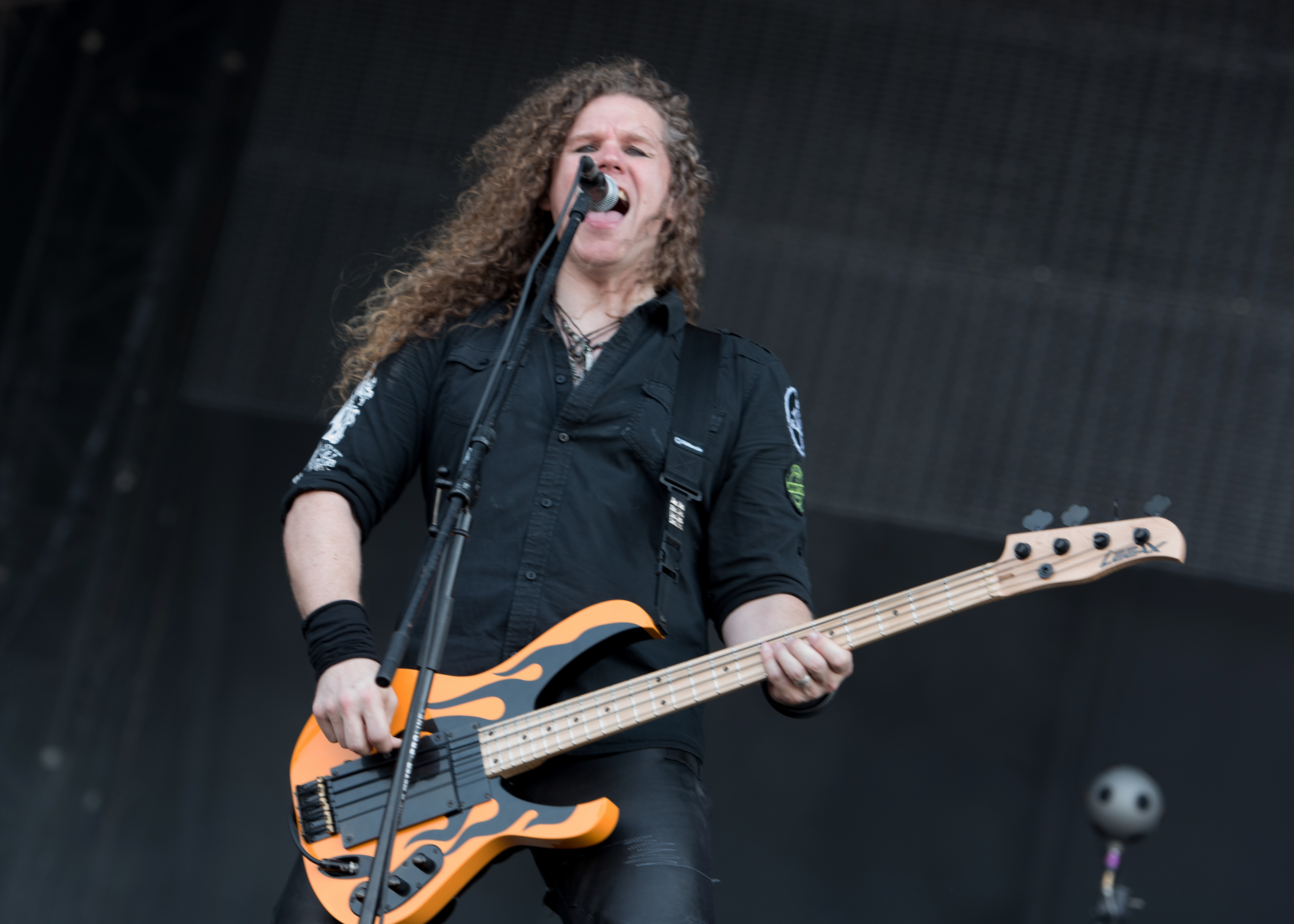
クリス・マッカーヴィル(B) 2018年
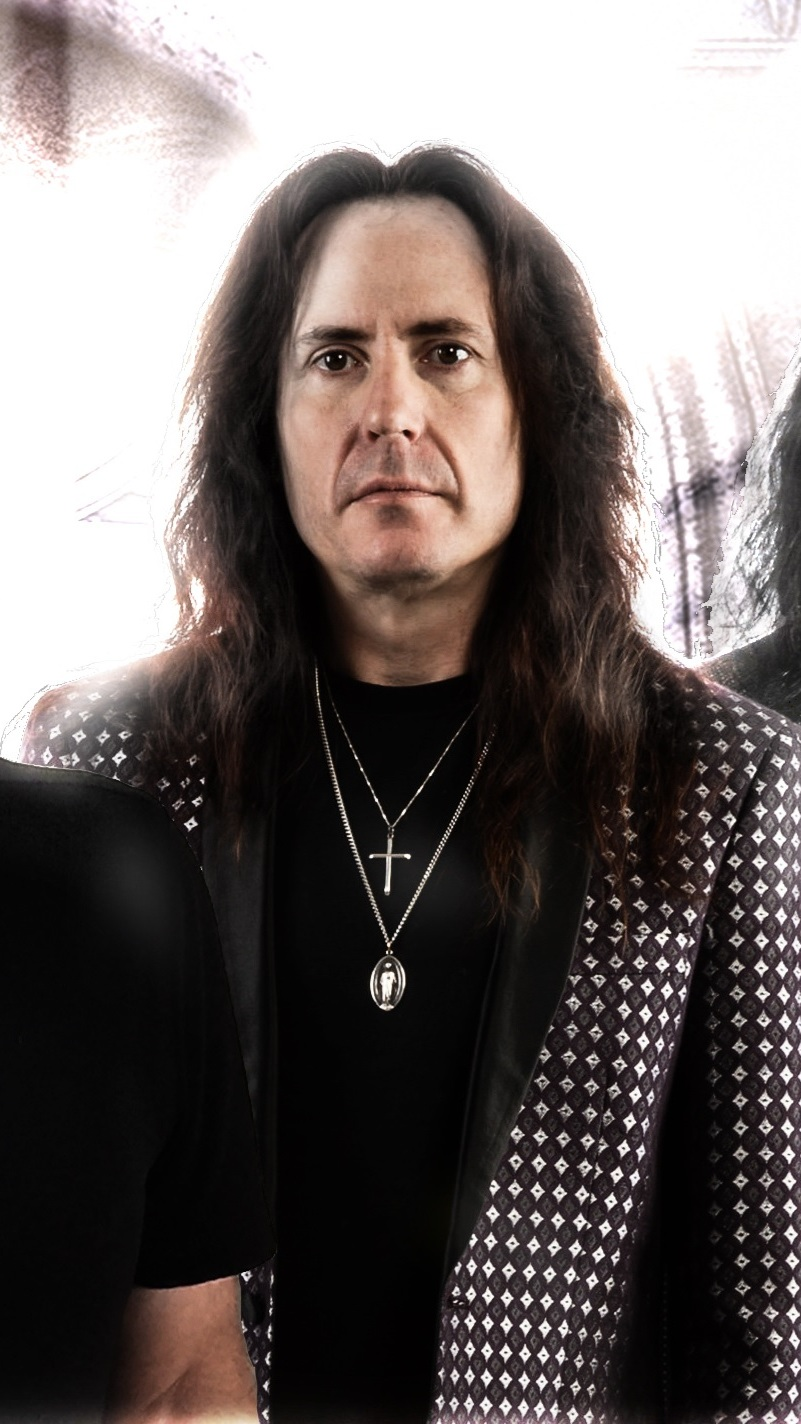
B・J・ザンパ(Dr) 2017年

### クラシック・ラインナップ
- ドン・ドッケン (Don Dokken) - ボーカル
- ジョージ・リンチ (George Lynch) - ギター (1980年–1989年、1993年–1997年、2016年) ※1954年、ワシントン州生れ・ロサンゼルス育ち
- ジェフ・ピルソン (Jeff Pilson) - ベース (1983年–1989年、1993年–2001年、2016年) ※1959年、イリノイ州生れ
- ミック・ブラウン (Mick Brown) - ドラムス (1981年–1989年、1993年–2019年) ※1956年、ロサンゼルス生れ

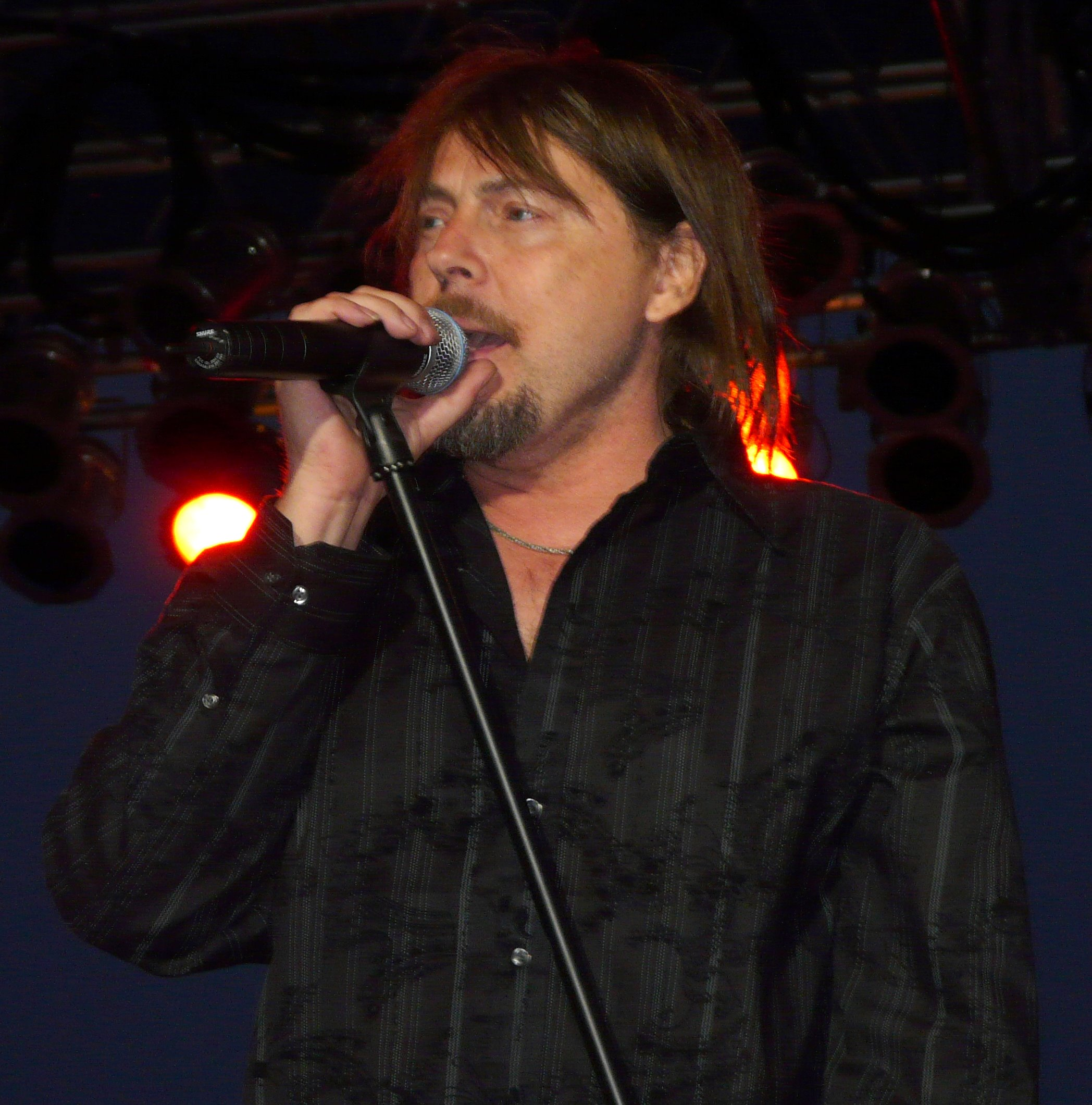
ドン・ドッケン(Vo) 2008年
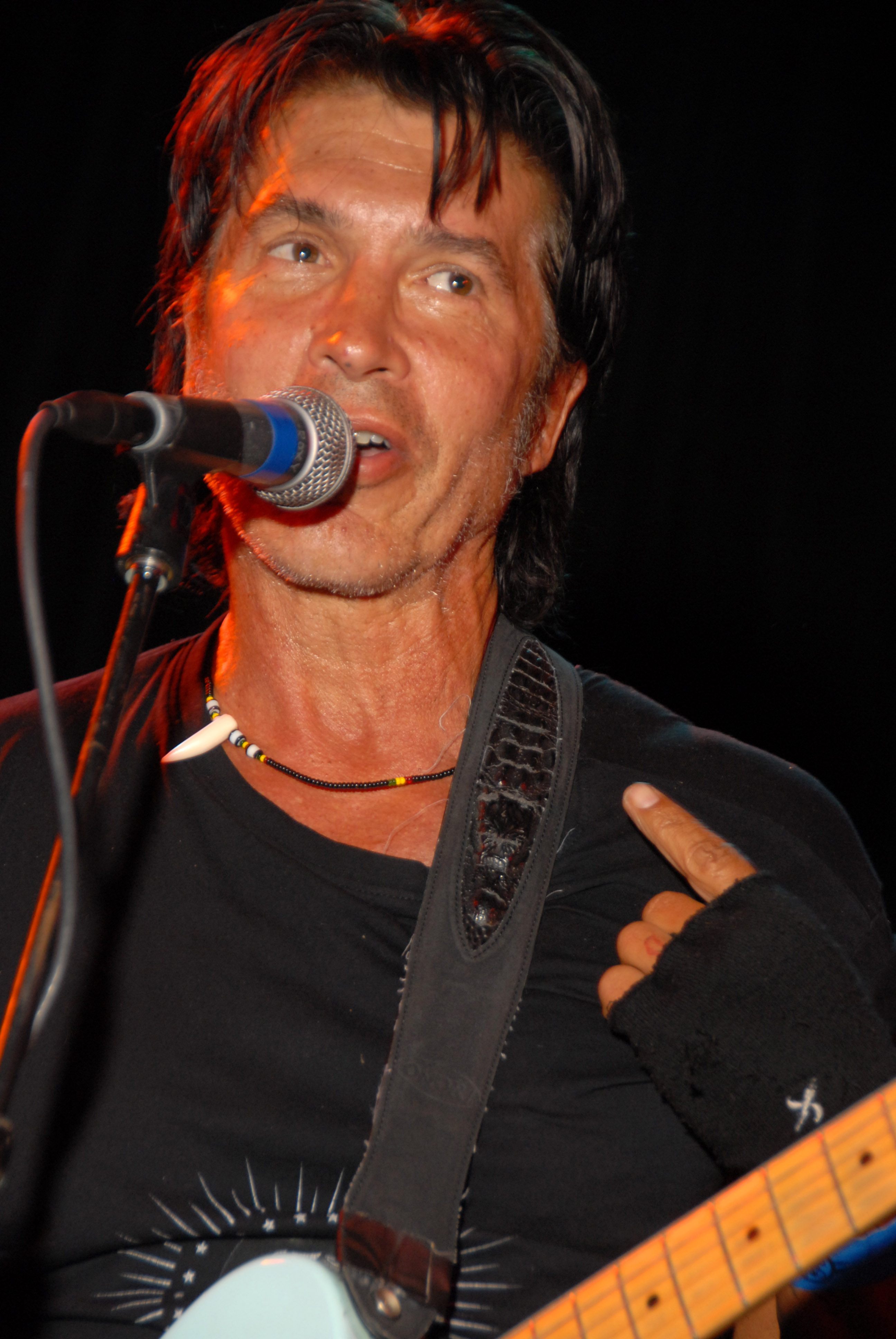
ジョージ・リンチ(G) 2009年
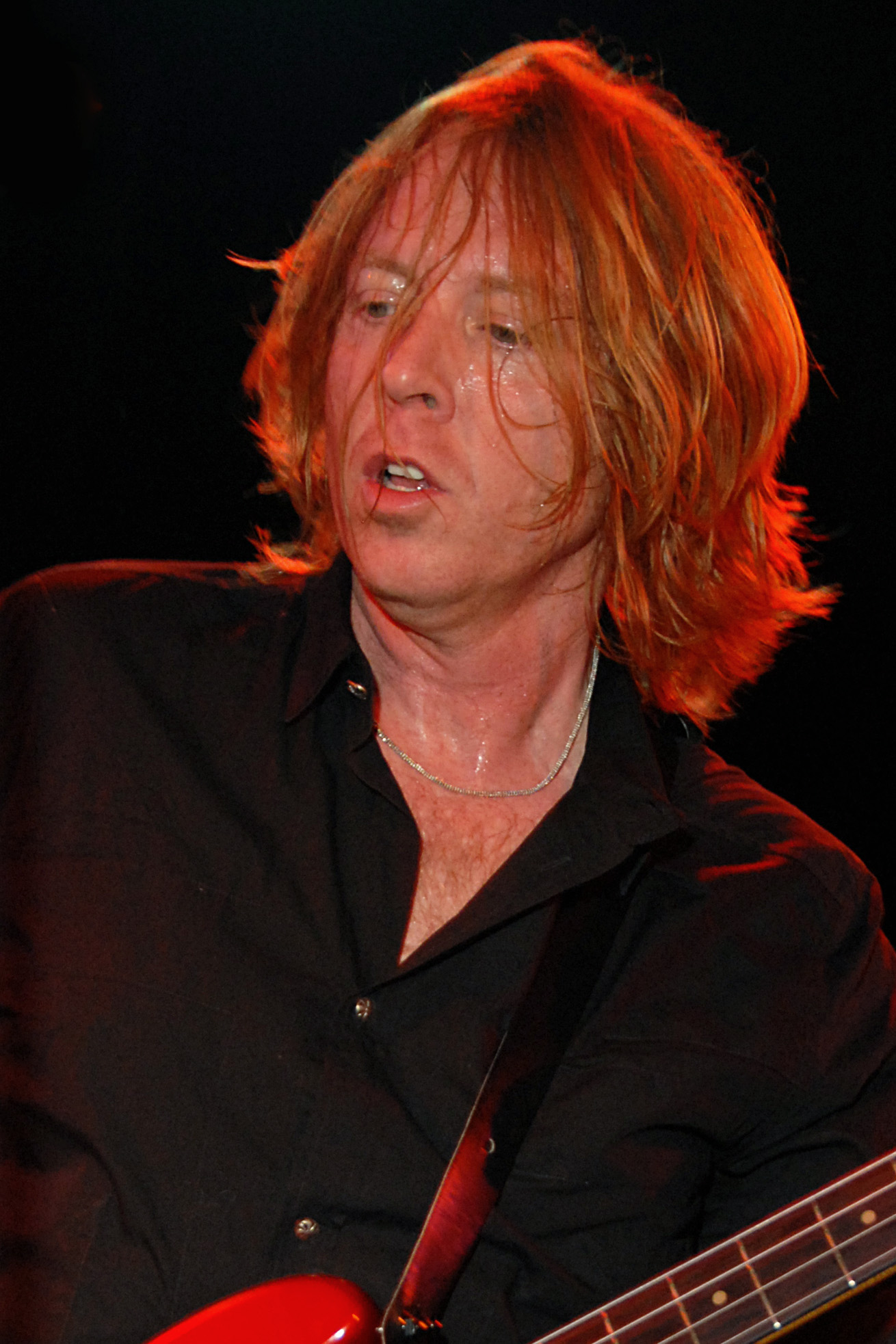
ジェフ・ピルソン(B) 2009年
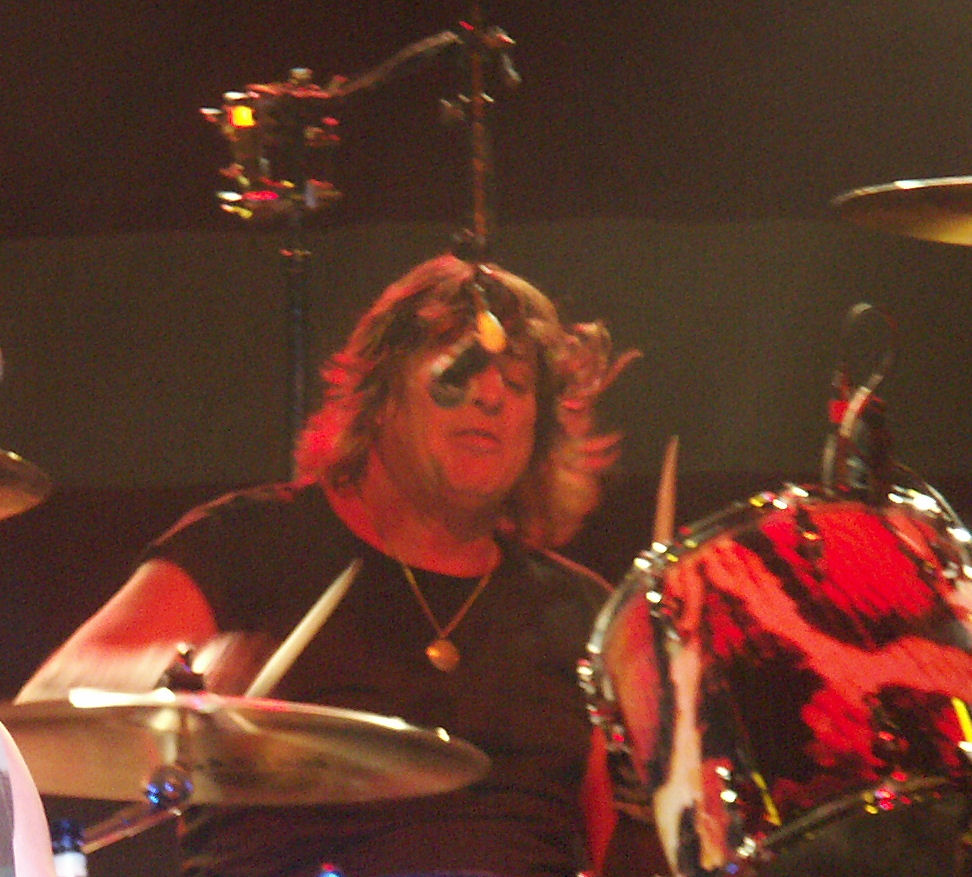
ミック・ブラウン(Ds) 2008年

### 旧メンバー
メジャー・デビュー前
- スティーヴン・バリー (Steven R. Barry) - ベース (1979年)
- グレッグ・ペッカ (Greg Pecka) - ドラムス (1979年)
- フアン・クルーシエ (Juan Croucier) - ベース (1979年、1980年–1983年) → ラット
- グレッグ・レオン (Greg Leon) – ギター (1979年)
- ゲイリー・リンク (Gary Link) - ベース (1979年)
- ゲイリー・ホーランド (Gary Holland) - ドラムス (1980年) → グレイト・ホワイト
- トム・クルーシエ (Tom Croucier) - ベース (1980年)
- ボビー・ブロッツァー (Bobby Blotzer) - ドラムス (1980年) → ラット
- ウォーレン・デ・マルティーニ (Warren DeMartini) – ギター (1980年) → ラット

メジャー・デビュー後
- レブ・ビーチ (Reb Beach) - ギター (1998年–2001年)
- ジョン・ノーラム (John Norum) - ギター (サポート1997年、正規2001年–2002年)
- バリー・スパークス (Barry Sparks) - ベース (2001年–2009年)
- アレックス・デロッソ (Alex De Rosso) - ギター  (2002年–2003年) ※ヨーロッパとアメリカツアーのみ
- ショーン・マクナブ (Sean McNabb) - ベース (サポート2006年、正規2009年–2014年)
- マーク・ボールズ (Mark Boals) - ベース (2014年–2015年)

## ディスコグラフィ

### スタジオ・アルバム
- 『ブレーキング・ザ・チェインズ』 - Breaking the Chains (1981年) ※米国盤は1983年発売。全米136位
- 『トゥース・アンド・ネイル』 - Tooth and Nail (1984年) ※全米49位
- 『アンダー・ロック・アンド・キー』 - Under Lock and Key (1985年) ※全米32位
- 『バック・フォー・ジ・アタック』 - Back for the Attack (1987年) ※全米13位
- 『ディスファンクショナル』 - Dysfunctional (1995年) ※全米47位[注 2]
- 『シャドウライフ』 - Shadowlife (1997年) ※全米146位
- 『イレイズ・ザ・スレート』 - Erase the Slate (1999年)
- 『ロング・ウェイ・ホーム』 - Long Way Home (2002年)
- Hell to Pay (2004年)
- 『ライトニング・ストライクス・アゲイン』 - Lightning Strikes Again (2008年) ※全米133位
- 『ブロークン・ボーンズ』 - Broken Bones (2012年) ※全米173位
- 『ザ・ロスト・ソングス:1978-1981』 - The Lost Songs: 1978 - 1981 (2020年)
- 『ヘヴン・カムズ・ダウン』 - Heaven Comes Down (2023年)

### ライブ・アルバム
- 『ビースト・フロム・ジ・イースト』 - Beast from the East (1988年)[注 3] ※全米33位
- 『ワン・ライヴ・ナイト』 - One Live Night (1996年)
- 『ライヴ・フロム・ザ・サン』 - Live from the Sun (2000年)
- 『ジャパン・ライヴ'95』 - Japan Live '95 (2003年)
- 『フロム・コンセプション - ライヴ1981』 - From Conception: Live 1981 (2007年)
- 『リターン・トゥ・ジ・イースト・ライヴ 2016』 - Return to the East Live (2016) (2018年)

### コンピレーション・アルバム
- 『ベスト・オブ・ドッケン』 - The Best of Dokken (1994年)
- 『ヴェリー・ベスト・オブ・ドッケン』 - The Very Best of Dokken (1999年)
- Then and Now (2002年)
- Alone Again and Other Hits (2002年)
- Change the World: An Introduction (2004年)
- 『ザ・ディフィニティヴ・ロック・コレクション』 - The Definitive Rock Collection (2006年)
- 『ファイヴ・オリジナル・アルバムズ ドッケン』 - Original Album Series (2009年)
- 『グレイテスト・ヒッツ』 - Greatest Hits (2010年)
- An Introduction to : Dokken (2018年)

### EP
- 『バック・イン・ザ・ストリーツ』 - Back in the Streets (1979年) ※インディーズ時代のデモ音源を、ドッケン名義で無断でリリースされたEP。

### 映像作品
- 『ドッケン』 - Unchain The Night (1987年)
- 『ワン・ライヴ・ナイト』 - One Live Night (1995年)
- Millenium 2000 (2000年)
- Live From The Sun (2000年)
- 『ジャパン・ライヴ'95』 - Japan Live '95 (2003年)
- 『リターン・トゥ・ジ・イースト・ライヴ 2016』 - Return to the East Live (2016) (2018年)

## CM
- Norton Internet Security 2010 (2009) DOKKENで出演（ドン、ジョン（レヴィン）、ミックとショーン・マクナブ）

## 来日公演

### 単独公演
- Under Lock and Key Tour（1985年）〈George Lynch〉
  - 11月30日・12月1日・2日 東京 渋谷公会堂
  - 12月03日 大阪 フェスティバルホール
  - 12月05日 名古屋 名古屋市公会堂
- Back for the Attack Tour（1988年）〈George Lynch〉
  - 4月20日・29日 東京 NHKホール
  - 4月21日 横浜 横浜文化体育館
  - 4月23日 東京 渋谷公会堂
  - 4月24日 名古屋 名古屋市公会堂
  - 4月25日・30日 大阪 大阪厚生年金会館
  - 4月27日 東京 東京厚生年金会館
- Japan Tour 1995（1995年）〈George Lynch〉
  - 2月27日 川崎 クラブチッタ川崎
  - 3月01日・2日 東京 東京厚生年金会館
  - 3月04日 東京 渋谷公会堂
  - 3月06日 大阪 大阪厚生年金会館
- Shadowlife Tour（1997年）〈George Lynch〉
  - 6月10日 川崎 クラブチッタ川崎
  - 6月11日 東京 赤坂BLITZ
  - 6月13日 名古屋 ダイアモンドホール
  - 6月15日 福岡 DRUM LOGOS
  - 6月16日 大阪 大阪厚生年金会館
  - 6月18日 東京 中野サンプラザ
- Erase the Slate Tour（1999年）〈Reb Beach〉
  - 11月11日・17日 東京 渋谷O-EAST
  - 11月12日 横浜 横浜ベイホール
  - 11月13日 大阪 梅田HEAT BEAT
  - 11月15日 名古屋 名古屋クラブクアトロ
- Unleashed in the East 2016（2016年）〈George Lynch〉
  - 10月05日 大阪 なんばHATCH
  - 10月06日 福岡 福岡市民会館
  - 10月10日 広島 ブルーライブ広島
  - 10月11日 名古屋 Zepp名古屋
  - 10月12日 東京 Zepp DiverCity

### フェス
- LOUD PARK 09（2009年）〈Jon Levin・George Lynch[注 4]〉
  - 10月17日 千葉 幕張メッセ 国際展示場 展示ホール9-10-11
- LOUD PARK 16（2016年）〈George Lynch〉
  - 10月8日 埼玉 さいたまスーパーアリーナ